# Sotto voce
|  | Si cerqueu altres usos, vegeu Sotto voce (pel·lícula). |

Sotto voce (/ˈsɒaʊ ˈvoʊtʃi, ˈtanʊ-, -tʃɛ, -tʃeɪ/; ˈsotto ˈvoːtʃe: ˈsotto ˈvoːtʃe, literalment "sota la veu") significa baixar intencionadament la veu per a emfatitzar. En espanyol se sol utilitzar també l'expressió hablar entre dientes, però en català parlar entre dents és parlar de manera que no s'entén com a manera de mostrar enuig. El parlant fa l'efecte de pronunciar involuntàriament una veritat que pot sorprendre o ofendre. Galileo Galilei en la seva probablement apòcrifa enunciació "Eppur si muove" ("Però, [la Terra] es mou"), mentre parlava de la seva teoria heliocèntrica, és un exemple de enunciació sotto voce.

## Usos

### Dret
En dret, "sotto voce" en una transcripció indica una conversa sentida per sota de les capacitats del transcriptor.

### Teatre, literatura i retòrica
En teatre, literatura, i retòrica, sotto voce sol denotar l'èmfasi reeixit per baixar la veu en comptes d'aixecar-la, efecte similar al proporcionat per un apart. Per exemple, en Capítol 4 de Jane Eyre, Charlotte Brontë usa el terme sotto voce per a descriure la forma en què Mrs. Reed parla després de discutir amb Jane:
| «           | :'I am not your dear; I cannot lie down. Send me to school soon, Mrs. Reed, for I hate to live here.' 'I will indeed send her to school soon,' murmured Mrs. Reed, sotto voce; and gathering up her work, she abruptly quitted the apartment. | » |
| — Jane Eyre | |   |

### Música
En música, sotto voce és una disminució dramàtica del volum de la veu o un instrument.